# Аранкон
Аранкон (ісп. Arancón) — муніципалітет в Іспанії, входить у провінцію Сорія у складі автономної області Кастилія-і-Леон. Муніципалітет розташований у складі району Кампо-де-Гомара. Займає площу 77,61 км². Населення 105 чоловік (на 2006 рік). Відстань до адміністративного центру провінції — 19 км.

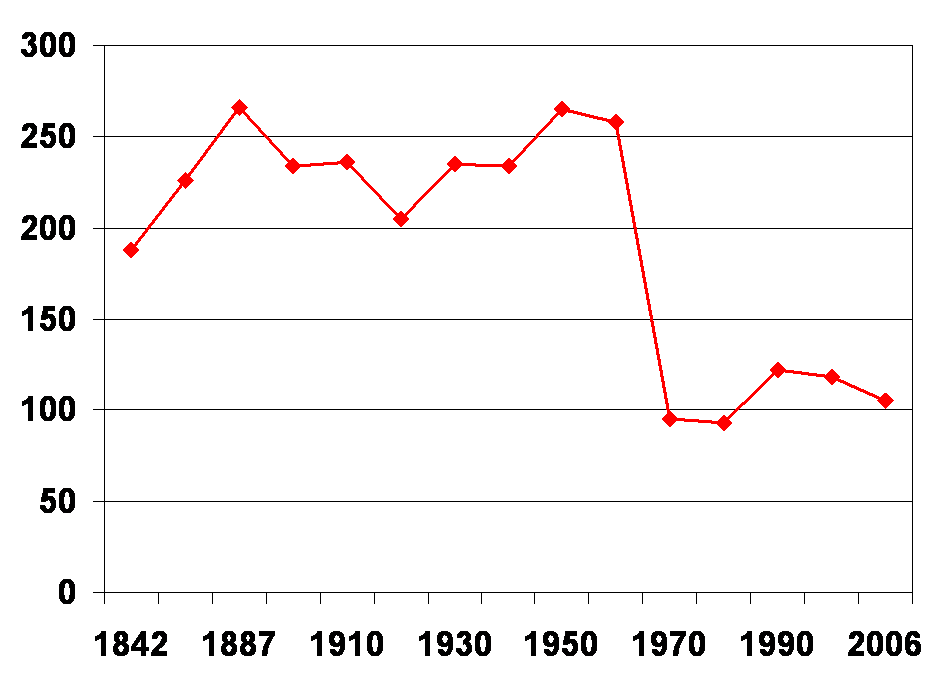
Зміни кількості населення

| 1842 | 1860 | 1887 | 1900 | 1910 | 1920 | 1930 | 1940 |  |
| ---- | ---- | ---- | ---- | ---- | ---- | ---- | ---- |  |
| 188  | 226  | 266  | 234  | 236  | 205  | 235  | 234  |  |
| 1950 | 1960 | 1970 | 1980 | 1990 | 1996 | 2001 | 2005 |  |
| 265  | 258  | 95   | 93   | 122  | 115  | 116  | 108  |  |

| Іспанія | Це незавершена стаття з географії Іспанії. Ви можете допомогти проєкту, виправивши або дописавши її. |

1. 1 2  Nomenclátor Geográfico de Municipios y Entidades de Población — 2024.